# Weltmeisterschaften im Modernen Fünfkampf 1950
Die zweiten Weltmeisterschaften im Modernen Fünfkampf wurden 1950 in Bern, Schweiz ausgetragen. Die Vorherrschaft der Schweden blieb auch weiter bestehen, sie gewannen beide Wettbewerbe.

## Herren

### Einzel
| Platz | Land     | Sportler         |
| ----- | -------- | ---------------- |
| 1     | Schweden | Lars Hall        |
| 2     | Italien  | Duilio Brignetti |
| 3     | Finnland | Lauri Vilkko     |

### Mannschaft
| Platz | Land     | Sportler                                          |
| ----- | -------- | ------------------------------------------------- |
| 1     | Schweden | Lars Hall Bertil Haase Thor Henning               |
| 2     | Finnland | Ville Taalikka Lauri Vilkko Victor Platan         |
| 3     | Italien  | Duilio Brignetti Gianni Cantoni Giulio Palmonella |

## Medaillenspiegel
| Platz | Land     | Goldmedaille | Silbermedaille | Bronzemedaille |
| 1     | Schweden | 2            | –              | –              |
| 2     | Finnland | –            | 1              | 1              |
| 2     | Italien  | –            | 1              | 1              |